# St. Maria Magdalena (Wohlmirstedt)

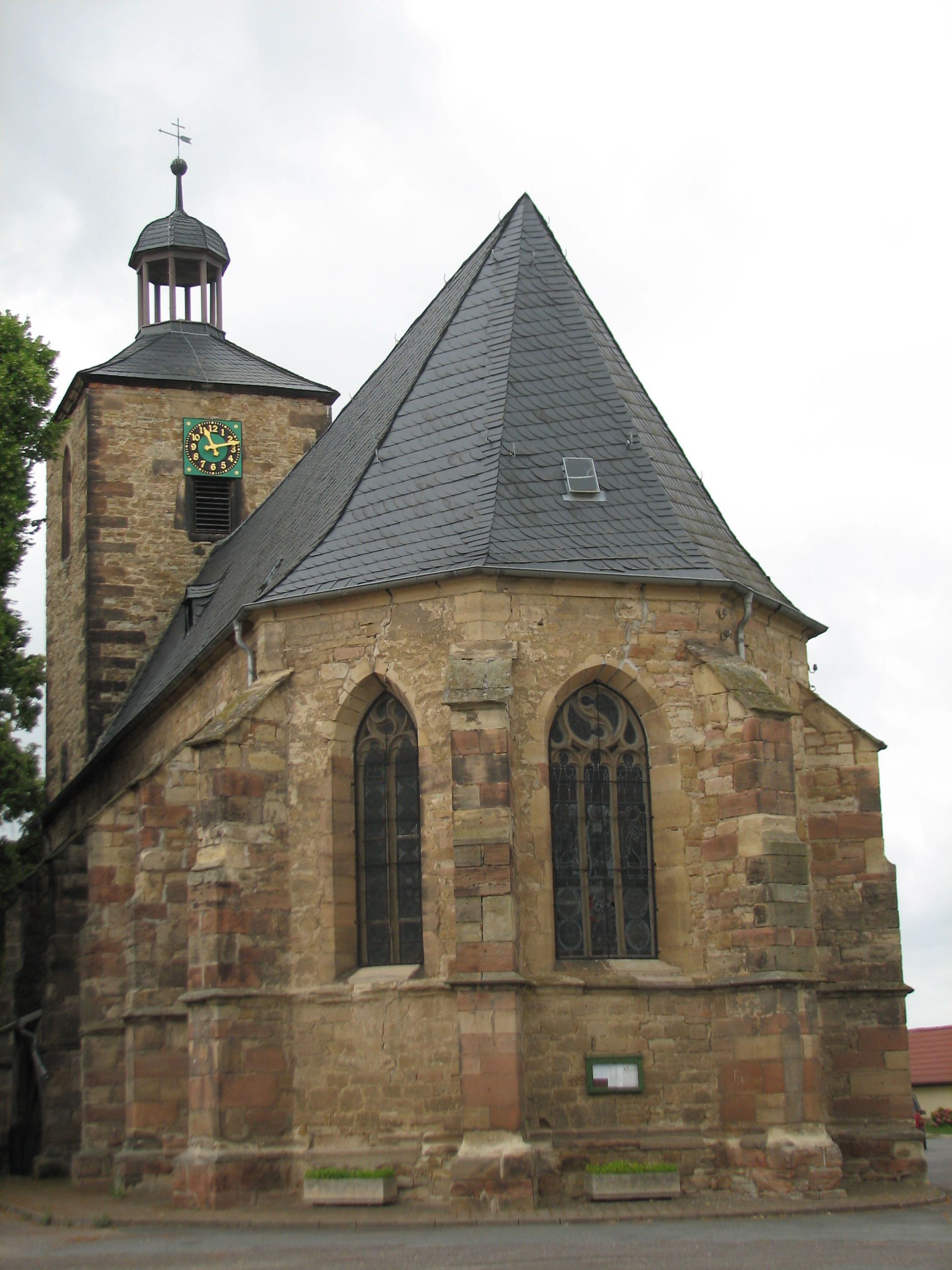
Ansicht von Osten

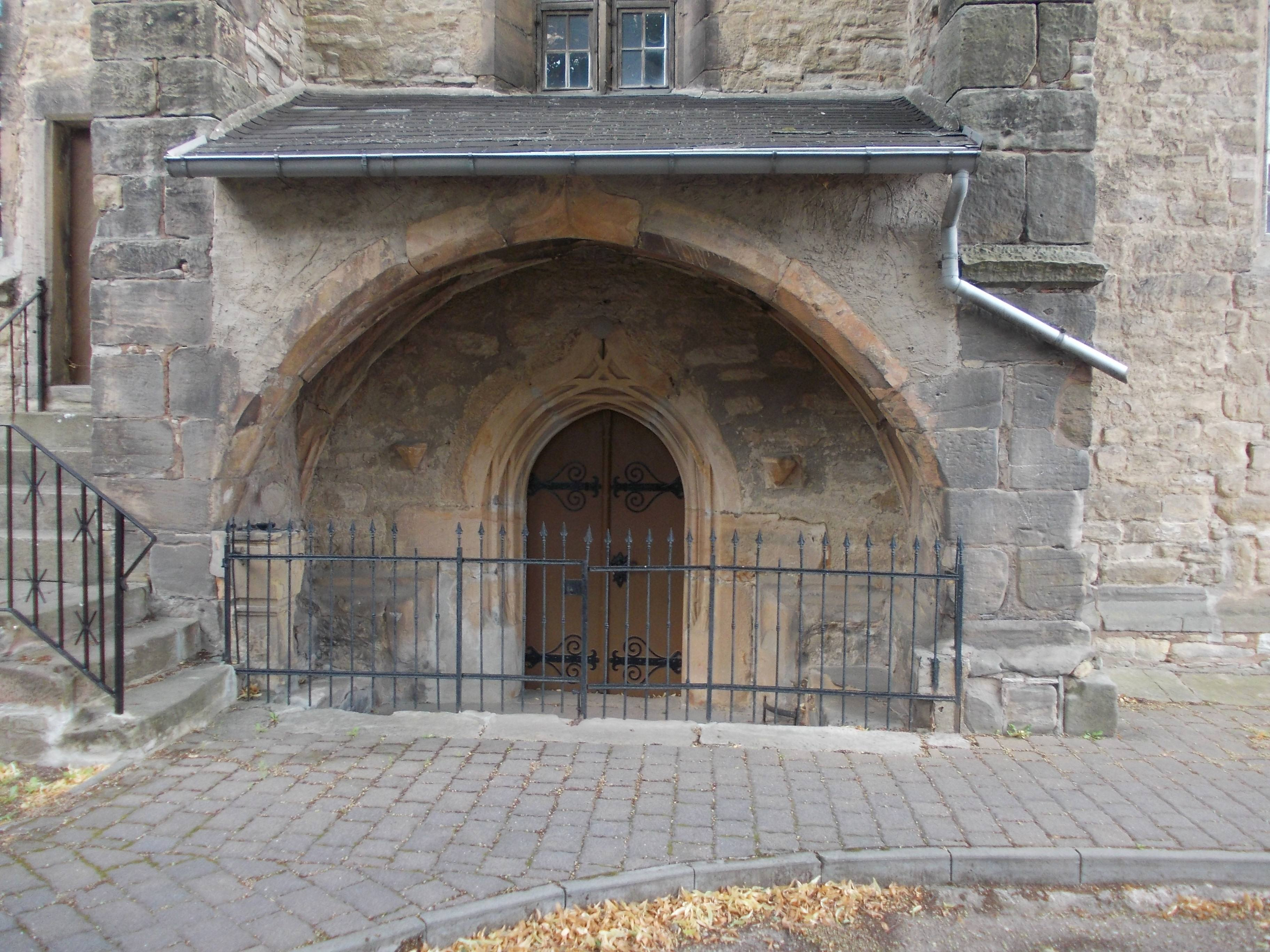
Vorhalle im Westen

Die evangelische Kirche St. Maria Magdalena ist eine gotische Saalkirche im Ortsteil Wohlmirstedt der Gemeinde Kaiserpfalz im Burgenlandkreis in Sachsen-Anhalt. Sie gehört zum Pfarrbereich Nebra im Kirchenkreis Naumburg-Zeitz der Evangelischen Kirche in Mitteldeutschland und kann in der Regel nicht besichtigt werden.

## Geschichte und Architektur
Die Kirche ist ein stattlicher Bruchsteinbau aus quadratischem Westturm und einem Schiff mit dreiseitigem Ostschluss, der außen von einfach gestuften Strebepfeilern mit verkröpftem Kaffgesims gegliedert ist. Zwei- und dreiteilige Maßwerkfenster, diejenigen am Turm teilweise mit Vorhangbogen, erhellen das Innere. An der Südseite erschließt ein Portal mit Kielbogenschluss und sich überschneidendem Stabwerk das Innere. Davor ist eine zwischen zwei Strebepfeiler gespannte, schmale, kreuzrippengewölbte Vorhalle mit Pultdach angebaut. Damit ist das Bauwerk eine der architektonisch aufwendigsten Dorfkirchen der Gegend. Die Kirche wurde nach dendrochronologischer Datierung in zwei Etappen erbaut: um 1494 (d) und um 1514 (d). Eine durchgreifende Restaurierung erfolgte im Jahr 1878. Im Innern ist ein Sterngewölbe über einfachen Konsolen eingezogen, nur die westlichen sind mit Masken geschmückt. In den 1920er Jahren erfolgte eine Ausmalung des Gewölbes mit Szenen aus dem Alten und Neuen Testament.
Die Kirche steht unter Denkmalschutz und ist als Baudenkmal mit der Erfassungsnummer 094 82362 im Denkmalverzeichnis von Sachsen-Anhalt registriert.

## Ausstattung
Teile eines Schnitzaltars aus der Zeit um 1520 sind in erneuerter Rahmung eingebaut; sie zeigen in der Mitte Maria zwischen Maria Magdalena und der heiligen Elisabeth, in den Seitenteilen übereinander in zwei Reihen sind links der Heilige Christophorus und Johannes der Täufer, Sebastian und Petrus dargestellt, rechts Jakobus und Philippus, Antonius und Valentin. Die überschlanken manierierten Figuren sind von beachtlicher Qualität. Ein großer spätgotischer Kruzifixus gehört ebenfalls dazu.
Hinter dem Altar sind mehrere Grabsteine zu finden: ein Inschriftgrabstein eines Ehepaars von Witzleben († 1617 und 1640). Zwei weitere figürliche Grabsteine zeigen die verstorbenen Eheleute kniend vor dem Kruzifixus, darüber sind übergiebelte Wappenaufsätze vom Ende des 17. Jahrhunderts angebracht. Zwei geschnitzte Wappenschilde stammen aus dem 17. Jahrhundert; eine Bronzeglocke aus dem Jahr 1761.